# Ковтуновский сельский совет (Шосткинский район)
Ковтуновский сельский совет (укр. Ковтунівська сільська рада) — входит в состав
Шосткинского района
Сумской области
Украины.
Административный центр сельского совета находится в 
с. Ковтуново
.

## Населённые пункты совета
- с. Ковтуново
- с. Богданка
- с. Черные Лозы